# Blanca Alva Guerrero
Blanca Alva Guerrero es una historiadora peruana. Se desempeñó como directora general de Defensa del Patrimonio Cultural del Perú durante 11 años.

## Biografía
Alva Guerrero se graduó de la Pontificia Universidad Católica del Perú y de la Universidad Ricardo Palma con estudios de posgrado en Museología. Es sorda desde la infancia.
Fue directora general de Defensa del Patrimonio Cultural del Ministerio de Cultura de 2006 a 2017. Trabajó para proteger las obras arqueológicas y otros elementos del patrimonio cultural del país, confiscando artesanías ilegales. Como parte de su trabajo con el Ministerio de Cultura del Perú, se aseguró de que la gente no venda tierras donde hay artículos culturales y que la gente no se mude a esas áreas.
En 2010, recibió el Premio "Reconocimiento al Trabajo y Emprendimiento" del Ministerio de Trabajo del Perú.